# 魅せられて (1996年の映画)
『魅せられて』（みせられて、英題：Stealing Beauty, 仏題：Beauté volée, 伊題：Io ballo da sola）は、1996年のイギリス/フランス/イタリア映画。
第49回カンヌ国際映画祭出品。

## ストーリー
詩人だった母の自殺後、自身の出生を解明するためにイタリア・トスカーナを訪れたルーシー。彫刻家イアンのモデルを務めるためにここへ来たが、父親を探すという目的もあった。

## キャスト
※括弧内は日本語吹替
- ルーシー・ハーモン - リヴ・タイラー（松本梨香）
- ダイアナ・グレイソン - シニード・キューザック（野沢由香里）
- アレックス・パリッシュ - ジェレミー・アイアンズ（銀河万丈）
- M・ギヨーム - ジャン・マレー（筈見純）
- イアン・グレイソン - ドナル・マッキャン（辻親八）
- リチャード・リード - D・W・モフェット
- カルロ・リスカ - カルロ・チェッキ
- ノエミ - ステファニア・サンドレッリ
- ミランダ・フォックス - レイチェル・ワイズ（加藤優子）
- ニコロ - ロベルト・ジベッティ
- クリストファー・フォックス - ジョセフ・ファインズ
- オスヴァルド - イグナチオ・オリヴァ